# З́
З́, з́ (cursiva З́, з́) es una letra del alfabeto cirílico, formada a partir de la letra З con la adición de un acento agudo. Se utiliza en el alfabeto montenegrino. Representa la fricativa alveolo-palatal sonora /ʑ/. Corresponde a la letra del alfabeto latino Ź.

## Códigos informáticos
Al ser una letra relativamente reciente, no presente en ninguna codificación cirílica de 8 bits heredada, la letra З́ tampoco está representada directamente por un carácter precompuesto en Unicode; tiene que estar compuesto de la forma З + ◌́ (U + 0301).